# Ryszard Florek
Ryszard Stefan Florek (ur. 1953 w Podłopieniu) – polski przedsiębiorca, założyciel i prezes firmy Fakro.

## Życiorys
Studiował na Wydziale Budownictwa Lądowego Politechniki Krakowskiej. Był wówczas aktywnym działaczem Komisji Uczelnianej Akademickiego Związku Sportowego PK, a w latach 1976–1977 prezesem Klubu Uczelnianego AZS. Zainicjował i prowadził budowę obiektów sportowych na terenie kampusu PK w Czyżynach.
Po ukończeniu studiów wraz z Jackiem Radkowiakiem otworzył Zakład Stolarki Budowlanej „Florad” w Tymbarku.
W 1991 w Nowym Sączu założył (wraz z żoną Krystyną i Krzysztofem Kronenbergerem) firmę Fakro, specjalizującą się w produkcji okien dachowych, świetlików, schodów strychowych i innych elementów zabudowy poddasza.
Jest także założycielem Fundacji Pomyśl o Przyszłości.
W 2013 w rankingu tygodnika „Wprost” Ryszard Florek wraz z rodziną został sklasyfikowany na 25. miejscu wśród najbogatszych Polaków z majątkiem 1080 mln zł.

## Odznaczenia i wyróżnienia
W 2012, za wybitne zasługi dla rozwoju gospodarki narodowej, za osiągnięcia w działalności charytatywnej i społecznej, został przez prezydenta Bronisława Komorowskiego odznaczony Krzyżem Oficerskim Orderu Odrodzenia Polski. Udekorowany nim został w czasie uroczystości z okazji Święta Narodowego 3 Maja. W 2001 odznaczony Złotym Krzyżem Zasługi.
Założone przez Ryszarda Florka przedsiębiorstwo Fakro dwukrotnie było wyróżnione Nagrodą Gospodarczą Prezydenta RP: w 2003 (za szczególny wkład w budowaniu prestiżu polskiej gospodarki na rynkach Unii Europejskiej) i w 2011 (za obecność na rynku globalnym). W 2009 w uznaniu zasług dla regionalnej gospodarki Ryszard Florek został laureatem Małopolskiej Nagrody Gospodarczej.